# Go'bitar 1 En slags samlingskassett ... alltså
Go'bitar 1 En slags samlingskassett ... alltså är en VHS med några av de flera omtyckta produktionerna av Galenskaparna och After Shave samlade på en kassett.
1. Inledningstal
2. Grisen i säcken
3. Rulltrappan
4. Bröderna S:t Gotthard
5. V-jeans (reklam)
6. Herrboutiquen
7. Farbror Frej: Daggmask
8. Inte bara glögg
9. Träning av kanariefågel
10. Gummikunden
11. Mor i skutan
12. Tornado Binda (reklam)
13. Tennis
14. Farbror Frej: CD-rom
15. Perkele
16. Sport Attack
17. Spanar'n
18. Himla Hamlet
19. Effektivitet
20. Direktör

Ur produktionerna: 
- Skruven är lös (9)
- Cyklar (6, 13, 18)
- Macken TV-serien (10)
- En himla många program (3, 5, 7, 8, 14, 15, 16)
- Grisen i säcken (2, 4, 17)
- Tornado (11, 12)
- Lyckad nedfrysning av herr Moro (19, 20)
- Resan som blev av (1)